# Clément Bairam
Clément Bairam (à l'état civil Clément Alexandre Bèche) est un acteur français né le 6 juillet 1909 à Cannes et mort dans la même ville le 29 septembre 2001.

## Filmographie

### Cinéma
- 1947 : Histoire de chanter
- 1947 : Le diable souffle
- 1947 : Les Requins de Gibraltar
- 1947 : Les Trafiquants de la mer
- 1961 : Vacances en enfer
- 1963 : Trois de perdues
- 1969 : Delphine : Le père de Delphine
- 1970 : Les Choses de la vie : Le premier gendarme (non crédité)

### Télévision

#### Séries télévisées
- 1960-1961 : L'histoire dépasse la fiction
- 1961 : Le Temps des copains : M. Gonfaron
- 1962 : L'inspecteur Leclerc enquête : Coup double de Jean Laviron : L'inspecteur des assurances
- 1962 : Les Cinq Dernières Minutes, épisode L’Épingle du jeu de Claude Loursais : Le garde national #1
- 1966 : Cécilia, médecin de campagne
- 1967 : Rue barrée : Postat
- 1968 : Les Compagnons de Baal : Le directeur de la P.J.
- 1968-1970 : Le Tribunal de l'impossible : Luxmore
- 1970 : Les Dossiers du professeur Morgan
- 1970 : Lumière violente : Navarro
- 1977 : Cinéma 16 : Camille

#### Téléfilms
- 1962 : Dimanche : Le sommelier
- 1962 : Pauvre Martin : Alphonse
- 1964 : Les Murs : Larrive
- 1965 : Le Mystère de la chambre jaune : Le président
- 1965 : Le Roi Lear
- 1966 : L'Échantillon : Narval
- 1967 : Marion Delorme : M. de Bellegarde
- 1967 : Pitchi-Poï ou La parole donnée
- 1968 : Koenigsmark : L'ordonnance du Capitaine (non crédité)
- 1971 : L'Homme qui rit : Le shérif
- 1971 : La Visite de la vieille dame : Le chef de gare
- 1971 : Romulus le Grand
- 1972 : L'Atlantide : Le récitant (Voix)
- 1972 : La Mort d'un champion : Un inspecteur
- 1973 : L'Équipe ou Le Roman des fortifs : Bourguignon
- 1973 : Une atroce petite musique : L'adjudant Bergeron
- 1974 : À trois temps : Le père d'Agnès
- 1975 : Voyage avec un âne dans les Cévennes : Le commandant
- 1979 : La Main coupée : Le général Dubois
- 1980 : Le Carton rouge
- 1981 : Le Piège à loups : Un chasseur